# Offenbach (Main) Ost
Offenbach (Main) Ost – stacja kolejowa w Offenbach am Main, w kraju związkowym Hesja, w Niemczech.

## Charakterystyka
Dworzec obsługuje obecnie wyłącznie linie S1, S2, S8 oraz S9 szybkiej kolei miejskiej S-Bahn. Pociągi Regional-Express oraz Intercity-Express przejeżdżają przez stację bez zatrzymywania się, po torowisku oddzielonym od peronów płotem.
Dworzec został wybudowany w celu przedłużenia linii szybkiej kolei miejskiej S-Bahn do Offenachu i Hanau i oddany do użytku w 1996 roku. Dworzec jest pierwszym dworcem naziemnym w Offenbachu, gdyż bezpośrednio za nim znajduje się wyjazd z tunelu średnicowego (City-Tunnel Offenbach) jadąc od strony Frankfurtu nad Menem. Pozostałe dworce kolei S-Bahn w kierunku Frankfurtu są dworcami podziemnymi.
Dworzec wybudowany został na nasypie kolejowym, bezpośrednio pod dworcem przebiega droga federalna B43. Po obu jej stronach zbudowano, oddzielone od głównej drogi, równoległe przejazdy dla autobusów wraz z przystankami. Dworzec Offenbach Ost jest jednym z centralnych miejsc przesiadkowych miasta, można się stąd dostać do praktycznie dowolnego miejsca w mieście i sąsiednich miejscowości znajdujących się na wschód od Offenbachu.
Miasto Offenbach am Main planuje przeniesienie pozostałego ruchu z dworca głównego na dworzec Offenbach (Main) Ost, gdzie istniałaby możliwość przesiadki między czterema liniami S-Bahn, Regional-Express oraz lokalną komunikacją autobusową. Do chwili obecnej plany te czekają na decyzję ze strony Deutsche Bahn, która z powodu bliskości dworców we Frankfurcie nad Menem i w Hanau nieprzychylnie odnosi się do planów zagospodarowania przestrzennego terenu przygotowanych przez magistrat Offenbachu.

## Linie S-Bahn
Od zmiany rozkładu jazdy w grudniu 2003, przez dworzec Offenbach (Main) Ost prowadzą następujące linie:
| Linia | Trasa | Data otwarcia | Długość | Dworce | Czas przejazdu | ∅-Prędkość |
| ----- | --- | ------------- | ------- | ------ | -------------- | ---------- |
| S1    | Wiesbaden ↔ Rödermark-Ober Roden Wiesbaden Hbf – Moguncja-Kastel – Frankfurt-Höchst – City-Tunnel (Frankfurt) – City-Tunnel (Offenbach) – Offenbach (Main) Ost – Offenbach-Bieber – Rödermark-Ober Roden | 1978–2003     | 72.1 km | 31     | 87 min         | 49.72 km/h |
| S2    | Niedernhausen ↔ Dietzenbach Bf Niedernhausen – Frankfurt-Höchst – City-Tunnel (Frankfurt) – City-Tunnel (Offenbach) – Offenbach (Main) Ost – Offenbach-Bieber – Dietzenbach Bf                           | 1978–2003     | 54.7 km | 27     | 68 min         | 48.26 km/h |
| S8    | Wiesbaden ↔ Hanau Wiesbaden Hbf – Moguncja Hbf – Frankfurt Port lotniczy – City-Tunnel (Frankfurt) – City-Tunnel (Offenbach) – Offenbach (Main) Ost – Hanau                                              | 1978–1995     | 61.4 km | 28     | 84 min         | 43.86 km/h |
| S9    | Wiesbaden ↔ Hanau Wiesbaden Hbf – Moguncja-Kastel – Frankfurt Port lotniczy – City-Tunnel (Frankfurt) – City-Tunnel (Offenbach) – Offenbach (Main) Ost – Hanau                                           | 2000          | 66.1 km | 25     | 77 min         | 51.51 km/h |

## Komunikacja autobusowa
Offenbach Ost jest ważnym punktem przesiadkowym, autobusy lokalnego przedsiębiorstwa komunikacyjnego OVB zatrzymują się pod dworcem skąd istnieje możliwość przesiadki do lub z S-Bahn:
| Linia | Trasa |
| ----- | --- |
| 102   | Waldhof Industriegebiet ↔ Goethering (- AREVA am Kaiserlei) Waldhof Industriegebiet – Bieber – Offenbach Ost – Hauptbahnhof – Goethering (– AREVA am Kaiserlei)                                   |
| 103   | Frankfurt nad Menem-Prüfling ↔ Mühlheim Borsigstraße oraz Kaiserlei ↔ An den Eichen Frankfurt nad Menem-Prüfling – Kaiserlei – Marktplatz – Offenbach Ost – Mühlheim Borsigstraße / An den Eichen |
| 106   | Caritas/Buchrainweiher ↔ Buchhügel Caritas/Buchrainweiher – Klinikum Offenbach – Hauptbahnhof – Marktplatz – Offenbach Ost – Buchhügel                                                            |
| 107   | Mühlheim Borsigstraße ↔ AREVA am Kaiserlei Mühlheim Borsigstraße – Rumpenheim – Bürgel – Offenbach Ost – Lauterborn – AREVA am Kaiserlei                                                          |